# 가브리엘 로시요
가브리엘 알레한드로 로시요 킨델란(스페인어: Gabriel Alejandro Rosillo Kindelán, 1999년 1월 4일~)은 쿠바의 레슬링 선수이다. 2024년 하계 올림픽 그레코로만형 남자 헤비급에서 동메달을 획득했으며, 세계 선수권 대회에서 1회 우승했다.